# Волохатик Любомирського
Волохатик Любомирського (Plicuteria lubomirskii), або плікутерія Любомирського — вид черевоногих молюсків.
Занесено до Червоної книги України.

## Морфологічні ознаки
Черепашка жовта, кубареподібна, з 5–5,3 обертами, краї устя без отвороту (крім колумелярної частини). Висота черепашки — 5,5–6,5 мм, її ширина — 7,5–9 мм.

## Поширення
Західні та Східні Карпати. В Україні — Українські Карпати та Поділля.

## Особливості біології
Вид мешкає в дубових, букових та інколи буково-смерекових лісах з домішкою явора і ясена.

## Загрози та охорона
Загрози: руйнування місць мешкання виду унаслідок господарської діяльності.